# Гаплогруппа A8 (мтДНК)
Гаплогруппа A8 — гаплогруппа митохондриальной ДНК человека.

## Субклады
- A8a
  - A8a1
  - A8a2
- A8b

## Распространение

### Сибирь
Енисейские народы
- кеты — 5,3 % (38)

Тюркские народы
- тувинцы — 1,1 % (95)

Чукотско-камчатские народы
- ительмены — 6,5 % (47)
- коряки — 2,7 % (147)

### Кавказ
- балкарцы — 0,9 % (234 человек)[3]
  - баксанцы — 2,3 %, холамцы — 3,6 %

## Палеогенетика

### Бронзовый век
Окуневская культура
- Kh18 — Итколь II | Itkol’II, kourgane 14, tombe 9 — Ширинский район, Хакасия, Россия — 2300—1800 av. J.-C — М — Q1a3a-L54 # A8.[4]

### Железный век
Тагарская культура
ранний период (подгорновский этап)
- Tg1 — Tepsej-8 (Kurgan 10, main burial) — A8
- Tg21 — Kichik-Kyuzyur (Kurgan 4, burial 4) — A8
- Tg60 — Podgornoe ozero (Kurgan 32, burial 2) — A8
- Tg77 — Kichik-Kyuzyur (Kurgan 2, burial 4, Skeleton 1) — A8
- Tg106 — Podgornoe ozero (Kurgan 37, burial 1) — A8
- Tg120 — Podgornoe ozero (Kurgan 31, burial 1) — A8

средний период (сарагашенский этап)
- Tg102 — Kichik-Kyuzyur (Kurgan 4, burial 2, Skeleton 3) — A8
- Tg122 — Barsuchiha-6 (Kurgan 7, burial 3, Skeleton 4) — A8

Aldy-Bel culture
- A_2 — Аржан 2 (kurgan 2, grave M5, individual 1) — Пий-Хемский кожуун, Республика Тыва, Россия — VII—VI вв. до н. э. — A8.[6]

Пазырыкская культура
- J12_8* — Юстыд 12 (kurgan 17, individual 3) — Кош-Агачский район, Республика Алтай, Россия — IV—III вв. до н. э. — A8.[6]

## Публикации
2012
- Sukernik RI, Volodko NV, Mazunin IO, Eltsov NP, Dryomov SV, Starikovskaya EB. (Май 2012). Mitochondrial genome diversity in the tubalar, even, and ulchi: Contribution to prehistory of native siberians and their affinities to native americans. American Journal of Physical Anthropology. 148 (1): 123–138. doi:10.1002/ajpa.22050. PMID 22487888.{{cite journal}}:  Википедия:Обслуживание CS1 (множественные имена: authors list) (ссылка)

2014
- Clémence Hollard. Peuplement du sud de la Sibérie et de l'Altaï à l'âge du Bronze : apport de la paléogénétique (фр.). Страсбургский университет (2014).

2016
- Стариковская Е. Б. Филогеография митогеномов коренного населения Сибири. — Новосибирск, 2016.

2017
- Unterländer M; Palstra F; Lazaridis I; et al. (Март 2017). Ancestry and demography and descendants of Iron Age nomads of the Eurasian Steppe. Nature Communications. 8. doi:10.1038/ncomms14615. PMC 5337992. PMID 28256537.

2018
- Pilipenko AS; Trapezov RO; Cherdantsev SV; Babenko VN; Nesterova MS; Pozdnyakov DV; Molodin VI; Polosmak NV. (Сентябрь 2018). Maternal genetic features of the Iron Age Tagar population from Southern Siberia (1st millennium BC). PLOS One. 13 (9): e0204062. doi:10.1371/journal.pone.0204062. PMC 6147448. PMID 30235269.{{cite journal}}:  Википедия:Обслуживание CS1 (не помеченный открытым DOI) (ссылка)

2019
- Джаубермезов М. А., Екомасова Н. В., Рейдла М., Литвинов С. С., Габидуллина Л. Р., Виллемс Р., Хуснутдинова Э. К. Генетическая характеристика балкарцев и карачаевцев по данным об изменчивости митохондриальной ДНК // Генетика. — 2019. — Т. 55, № 1. — С. 110—120.